# William Howard Russell

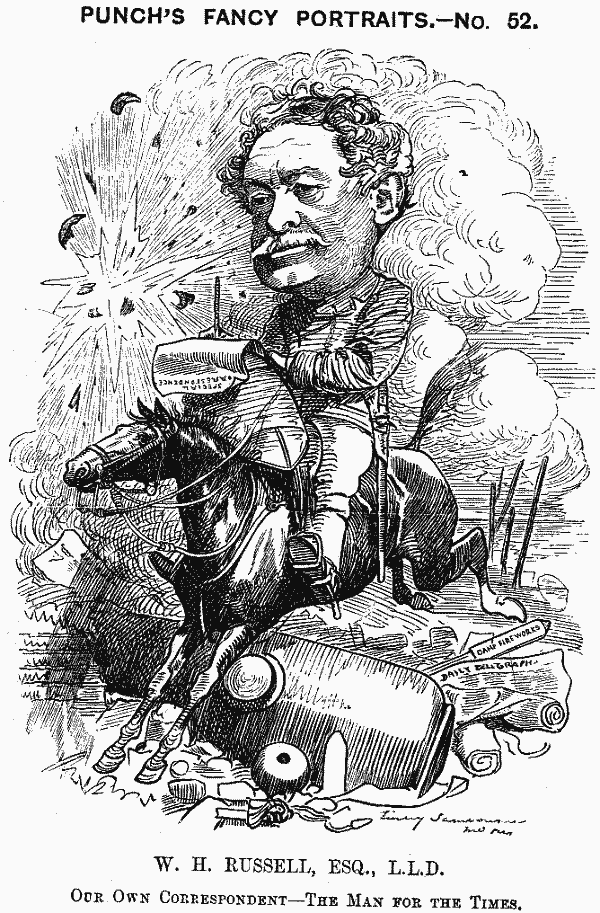
Karikatura W. H. Russella v časopise Punch, 1881: „Náš vlastní korespondent – Muž pro Times“

William Howard Russell (28. března 1820 – 11. února 1907) byl irský novinářský fotograf.

## Život a dílo
Russel si v rámci zpravodajství pro magazín The Times jako první novinář vysloužil označení „válečný zpravodaj“. Bylo to v krymské válce v letech 1853–1856, ve které strávil 22 měsíců. Krymská válka byla díky Russellovi vůbec první fotografovaná válečná událost, o které byla veřejnost informována prostřednictvím zpráv posílaných telegrafem. Russel byl prvním a tehdy největším válečným korespondentem.
V květnu 1895 byl W. H. Russell pasován na rytíře.
Sir William Howard Russell zemřel roku 1907 ve věku 86 let a je pochován na Bromptonském hřbitově v Londýně.